# Oberpostdirektion Halle (Saale)

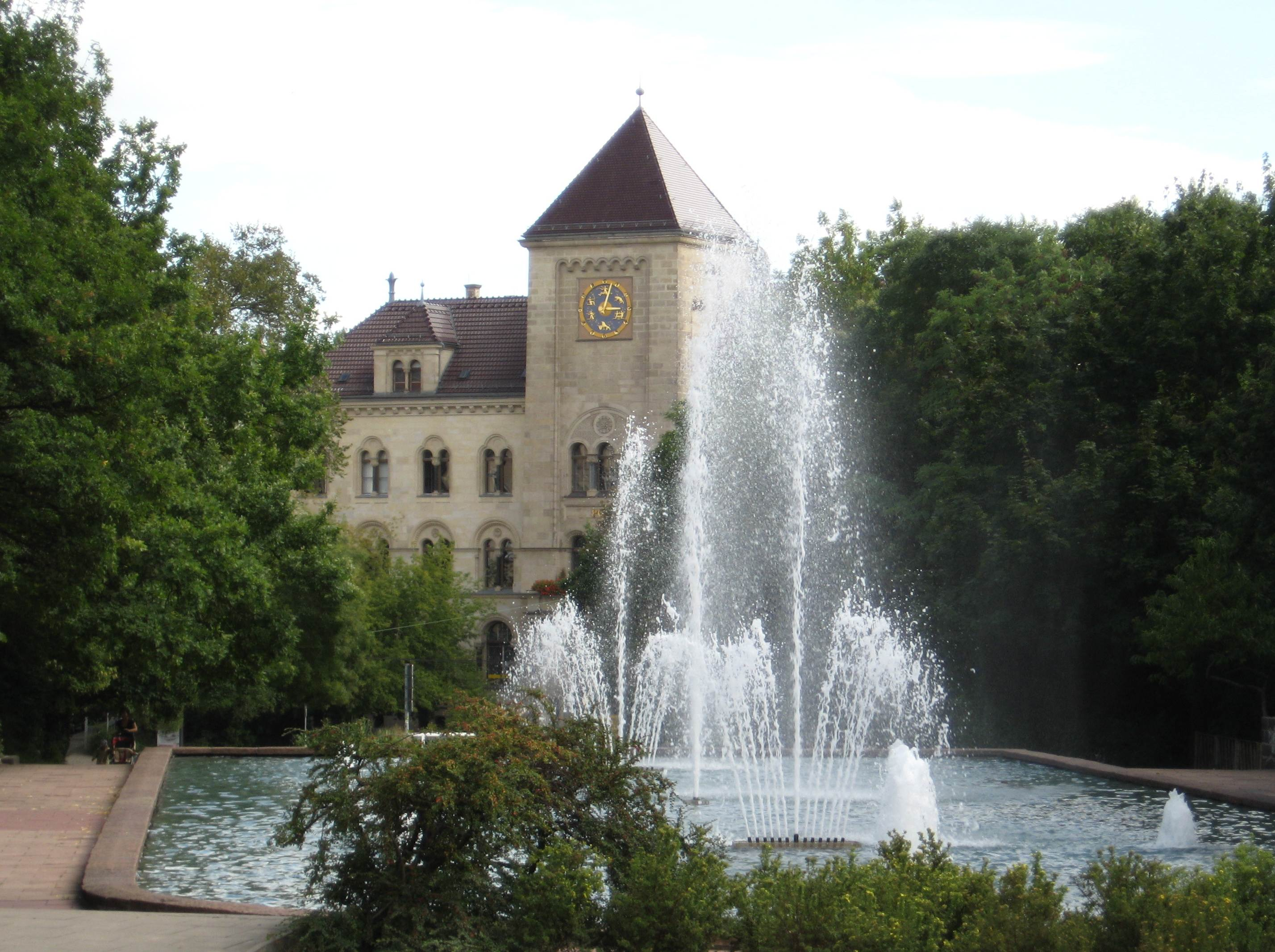
Oberpostdirektion Halle (Saale) (2008)

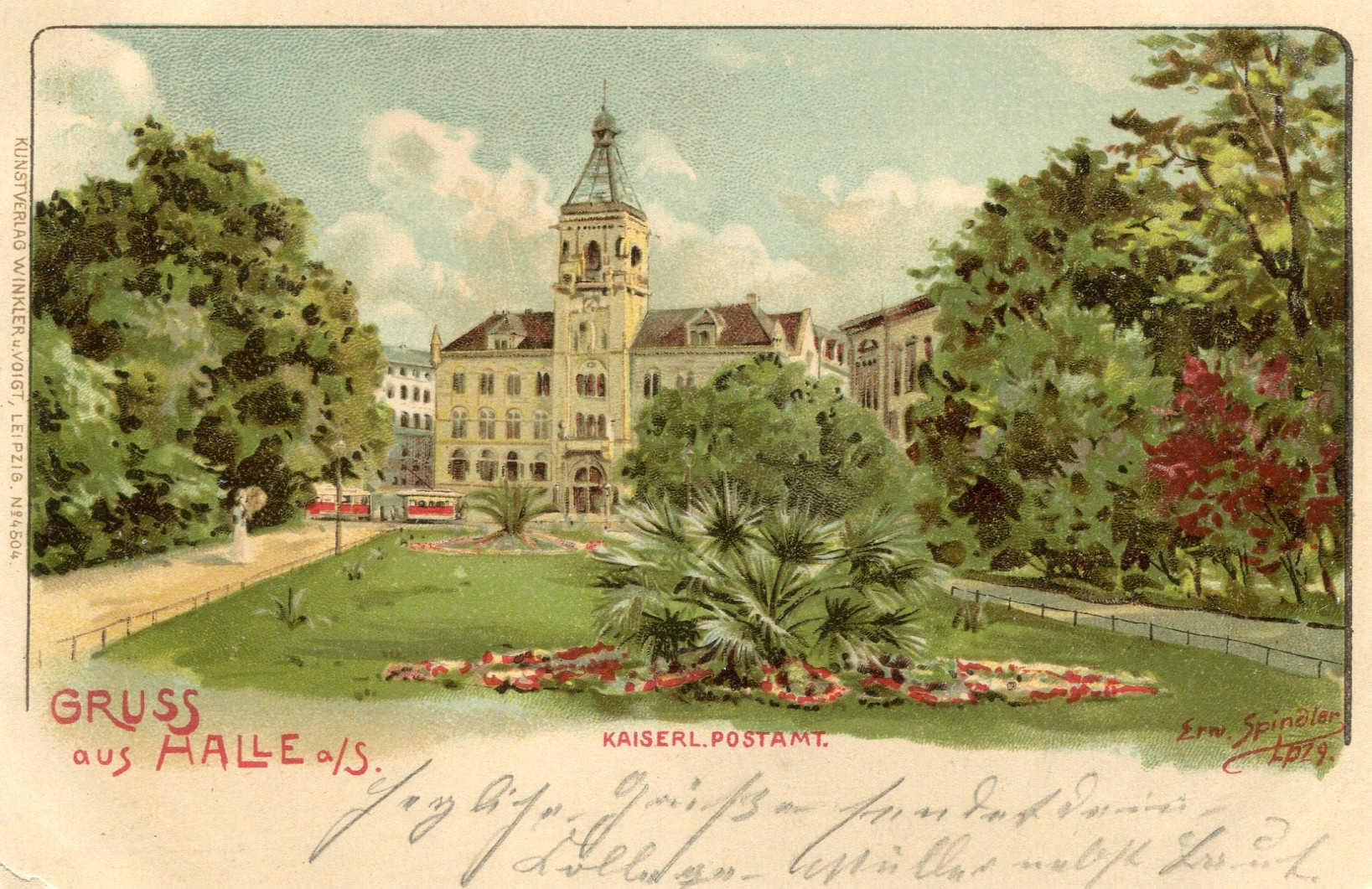
Oberpostdirektion Halle (Saale) (vor 1926)

Die Oberpostdirektion Halle (Saale) war eine Mittelbehörde der Reichspost in der Stadt Halle (Saale) in Sachsen-Anhalt. Ihr Gebäude beherbergte auch verschiedene andere Posteinrichtungen, so dass es häufiger auch Hauptpostamt genannt wurde, was aber zu Verwechslungen mit der späteren Hauptpost in der Ernst-Kamieth-Straße führt.

## Geschichte

### Vorgängerbau
Nachdem die Räumlichkeiten in der Altstadt (Leipziger Straße und angemieteter Rathausflügel) nicht mehr ausreichten, bebaute man ein Gartenareal vor dem inneren Steintor mit einem dreigeschossigen, fünfzehnachsigen, klassizistischem Postamt. In den Jahren von 1839 bis 1840 entstand so das neue Königliche Ober-Postamt an der Ostseite eines Abschnitts der preußischen Staatschaussee Berlin–Kassel, der heutigen Großen Steinstraße, das dem General-Postamt in Berlin unterstellt war. Durch die Einrichtung der Oberpostdirektionen in Preußen wurde das bisherige Ober-Postamt von Halle zu einem Postamt I. Klasse herabgestuft, denn Halle gehörte zum Regierungsbezirk Merseburg innerhalb der preußischen Provinz Sachsen. Daher wurde die Oberpostdirektion zunächst im Jahr 1850 in Merseburg eröffnet. Da sich Halle aber zum Verkehrsknotenpunkt der Chausseen und Eisenbahnen entwickelt hatte, wurde die Oberpostdirektion bereits zum 1. Oktober 1852 wieder nach Halle verlegt.
Das Postamt I. Klasse blieb dennoch am selben Standort als Stadtpostamt erhalten und so wurde das klassizistische Postamtsgebäude um einen zweigeschossigen Nordflügel ergänzt, um Platz für beide Institutionen zu schaffen. Im Winkel zwischen beiden befand sich ein turmartiger Anbau. Außerdem wurde an der Hauptfassade – zur Großen Steinstraße hin – der Schriftzug Kaiserliche Ober-Post-Direction angebracht. Diese befand sich im mittleren Geschoss, die Dienstwohnungen der beiden Postdirektoren im Obergeschoss. Parallel nahm die Telegrafie ihren Aufschwung, begann in Halle im Jahr 1848 mit der Linie Berlin–Frankfurt (Main) und erneut entwickelte sich Halle zu einem wichtigen Knotenpunkt, da hier 7 Linien zusammenliefen. Seit dem Jahr 1859 war die Stadt Sitz eines Obertelegrapheninspektors, der am Thüringer Bahnhof unterkam, im Jahr 1865 wurde dann aber ein eigener Neubau umgesetzt. Dieses Telegrafenamt entstand an der Ecke der Königsstraße (heute Rudolf-Breitscheid-Straße) zur Franckestraße und war viergeschossig mit zwei Turmaufbauten in Anlehnung an den Tudorstil. In ihm kam später dann auch die Königliche Telegraphen-Direction unter.
Zudem hatte die Bahnpost immer mehr an Bedeutung gewonnen und so gab es zunächst ein Königliches Post-Speditions-Amt Nr. 6 in der Leipziger Straße und eine Bahnhofs-Abfertigungs-Expedition am Bahnhof der Thüringischen Eisenbahn-Gesellschaft. Mitte der 1870er Jahre kam ein Kaiserliches Postamt II am Bahnhof hinzu, das aber nicht dem Postamt I, sondern ebenfalls der Oberpostdirektion unterstellt war. Das Stadt-Postamt blieb als Kaiserliches Postamt I weiter im gemeinsamen Gebäude mit der Kaiserlichen Oberpostdirektion in der Großen Steinstraße, das in den 1870er Jahren entstandene Kaiserliche Bahn-Postamt Nr. 29 wurde hingegen zunächst im Obergeschoss des Telegrafenamtes untergebracht, und mit der Entstehung des Deutschen Reiches wurde auch die Telegrafie der Reichspost zugeordnet, so dass diese auch die bestehenden Gebäude übertragen bekam. Bis 1890 kamen weitere Kaiserliche Postämter in Halle hinzu (Nr. 3: Moritzzwinger, Nr. 4: Geiststraße), aber es änderte sich nichts an der Verteilung der zuvor gegründeten Ämter.

### Neubau und Restrukturierungen
Im letzten Viertel des 19. Jahrhunderts entstanden zahlreiche neue Postgebäude im Kaiserreich. Für Halle lieferte der Postbaurat Naumann einen Vorentwurf. In den Jahren von 1892 bis 1896 erfolgte schließlich der Neubau des Gebäudes nach den weiter ausgearbeiteten Entwürfen des Postbaurates Richard Klauwell und des Architekten Zöllner, um mehr Platz zu schaffen und das Telegrafenamt mit an den Standort in der Großen Steinstraße zu holen. Ein Teil der Postverwaltung blieb in der Königsstraße, die Bahnpost zog mit der Schaffung eines eigenen Gebäudes in die Kirchnerstraße um, und in der Weimarer Republik wurde das ehemalige Gebäude des Telegrafenamtes schließlich von der Finanzverwaltung übernommen. Der Oberpostdirektion Halle waren mittlerweile mehrere hundert Postämter und Postagenturen unterstellt.
Während die beiden ersten Postämter Halles bestehen blieben, wurden die später gegründeten ihnen um das Jahr 1900 untergeordnet: Die Postämter Nr. 4 (in die Bernburger Straße verlegt), Nr. 5 (Burgstraße in Giebichenstein) sowie das Postamt Nr. 7 (Dreyhauptstraße) wurden Zweigpostämter des Postamtes I. Auch für die Posthalterei sowie die Postagenturen in den Dörfern Diemitz, Kröllwitz, Passendorf, Reideburg und Wörmlitz, die damals teilweise noch zum Saalkreis gehörten, war das Postamt I zuständig. Alle anderen Postämter und Postagenturen in Halle und seinem Umfeld unterstanden dem Postamt II. Dieses System wurde bald darauf aber vereinfacht und alle halleschen Postämter wurden dem Postamt I unterstellt (Nr. 3–7 sowie die Postämter der eingemeindeten Dörfer Trotha und Kröllwitz), etwa 20 Postagenturen im Saalkreis und seinem Umfeld dem Postamt II.
In den späten 1920er Jahren änderte sich diese Aufteilung allerdings erneut. Waren der Oberpostdirektion 1920 noch 117 Postämter, 12 Zweigpostämter, 310 Postagenturen und zahlreiche weitere Telegraphenhilfstellen untergeordnet, sanken die Zahlen bis 1930 deutlich ab und aus 1146 Post- und Telegraphenanstalten waren binnen eines Jahrzehnts 671 geworden. Es gab nur noch 96 Postämter und 16 Zweigpostämter. Das hatte auch Auswirkungen auf Halle, wo das Postamt Nr. 3 nun (1930) im selben Gebäude in der heutigen Ernst-Kamieth-Straße zu finden war wie das Postamt Nr. 2. Zudem hatte man aber das Postamt Nr. 1 als Zweigpostamt dem Postamt Nr. 2 unterstellt und ebenso die Postämter Nr. 4 bis Nr. 7. Somit war das Postamt Nr. 2 endgültig das neue Hauptpostamt Halles geworden. Das Postamt Nr. 1 verblieb aber weiter an der bisherigen Adresse in der Großen Steinstraße.
Zum 1. April 1934 wurde die Oberpostdirektion Halle der Reichspostdirektion Leipzig als Abteilung Halle untergeordnet, aber am 16. Juni 1945 als Postdirektion Halle wieder eröffnet, obwohl das Gebäude schwere Kriegstreffer erlitten hatte. In dieser Zeit besaß Halle zwei Hauptpostämter: das Hauptpostamt 1 in der Großen Steinstraße und das Hauptpostamt 2 in der Ernst-Kamieth-Straße. Eine erneute Umstrukturierung erfolgte zum 1. Januar 1953 mit der Schaffung der Postbezirksdirektion Halle, die zur Deutschen Post der DDR gehörte, mit der Wiedervereinigung als Oberpostdirektion zur Deutschen Bundespost kam und nach der Privatisierung zur Deutschen Post AG aufgelöst wurde, nachdem sie bis 1999 noch als Direktion Postdienst bestand. Neben dem Ende der Oberpostdirektionen setzte ein Prozess der Schließung der Postämter ein, die durch Postagenturen ersetzt wurden. Heute befinden sich in dem Gebäude unter anderem der Hauptsitz der Halleschen Wohnungsgesellschaft, die im Jahr 2008 einzog, eine Nebenstelle des Straßenverkehrsamtes des Landkreises Saalekreis und eine Filiale der Postbank.

## Baubeschreibung
Die ehemalige Oberpostdirektion gehört zu den imposantesten Gebäuden des Altstadtrings von Halle (Saale) und wurde aus Sandstein erbaut. Das Bauwerk wurde im Jahr 1912 erweitert, indem man den Mittelbau aufstockte, und bestand aus einer Nordfront zur Großen Steinstraße hin, die dreigeschossig mit einem zentralen viereckigen Turm, gestaltet wurde, der nur in stark reduzierter Form erhalten ist. Der Turm besaß ein fensterdurchbrochenes Obergeschoss sowie ein 13 Meter hohes Stahlgerüst in Pyramidenform für die Fernsprechleitungen, das im Jahr 1938 entfernt wurde. Heute befindet sich an ihm eine Uhr mit der Darstellung verschiedener Tierkreiszeichen und der zugehörigen Sternkonstellationen. Die beiden Löwenfiguren, die sich auf dem Balkon über dem Haupteingang befanden, sind nicht erhalten, ebenso das Wappen am Hauptturm. Auf dem Dach befinden sich zwei Zwerchhäuser, auf den Gebäudeecken Fialen.
Während die meisten größeren halleschen Gebäude des Historismus in Neurenaissanceformen erbaut wurden, wählte man für die Oberpostdirektion die Formen der staufischen Spätromanik, wodurch sie der Neuromanik zuzuordnen ist. Am deutlichsten wird dies in den Fenstern der Seitenflügel, die sich entlang des Hanserings beziehungsweise der Wilhelm-Külz-Straße ziehen und Granitsäulen mit romanischen Kapitellen aufweisen. Hier ändern sich zudem die rundbogigen Fenstereinfassungen von Etage zu Etage, wodurch die horizontale Gliederung verstärkt wird. Friese, Gesimse und Skulpturen gestalten den langgestreckten Bau, an dessen Südende sich zwei weitere Türme befanden, von denen nur der westliche erhalten ist. Der östliche dieser Türme wurde später durch den Neubau des Telegrafenamtes ersetzt, welcher aber im Zweiten Weltkrieg zerstört wurde. Ein weiterer Turm befand sich an der Südseite des Hof-Mittelbaus und hob den dortigen Eingang als Treppenturm hervor, reichte aber nur bis zur unteren Dachkante, wohingegen die beiden Flankentürme über das Dach hinausragten.
Das den Joliot-Curie-Platz prägende Gebäude in der Großen Steinstraße 72 und am Hansering 19 steht als Baudenkmal unter Denkmalschutz und ist im Denkmalverzeichnis mit der Nummer 094 04704 erfasst. Es ist um die 40 Meter breit und um die 90 Meter lang.

Detailansichten
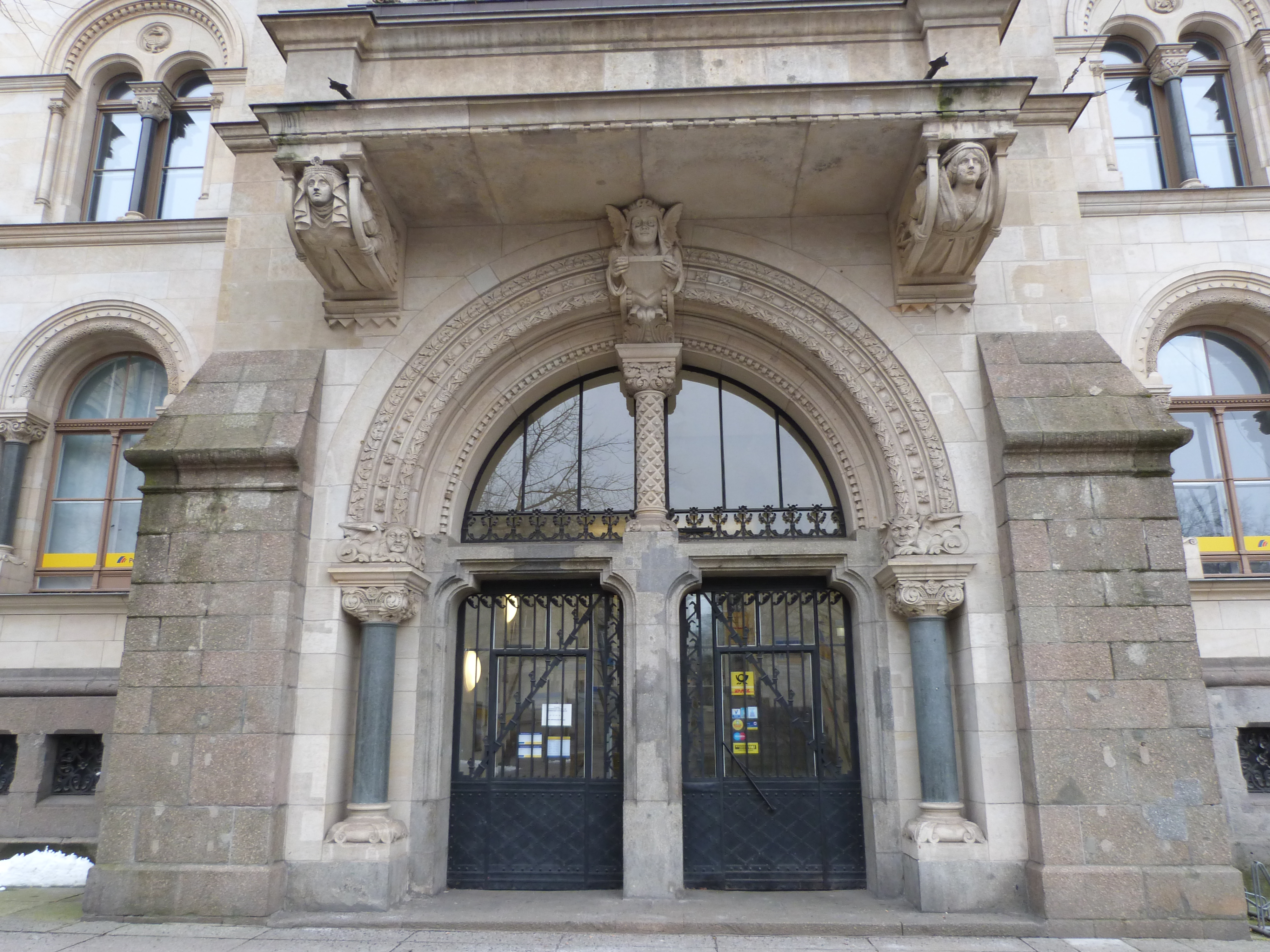
Haupteingang Nordseite
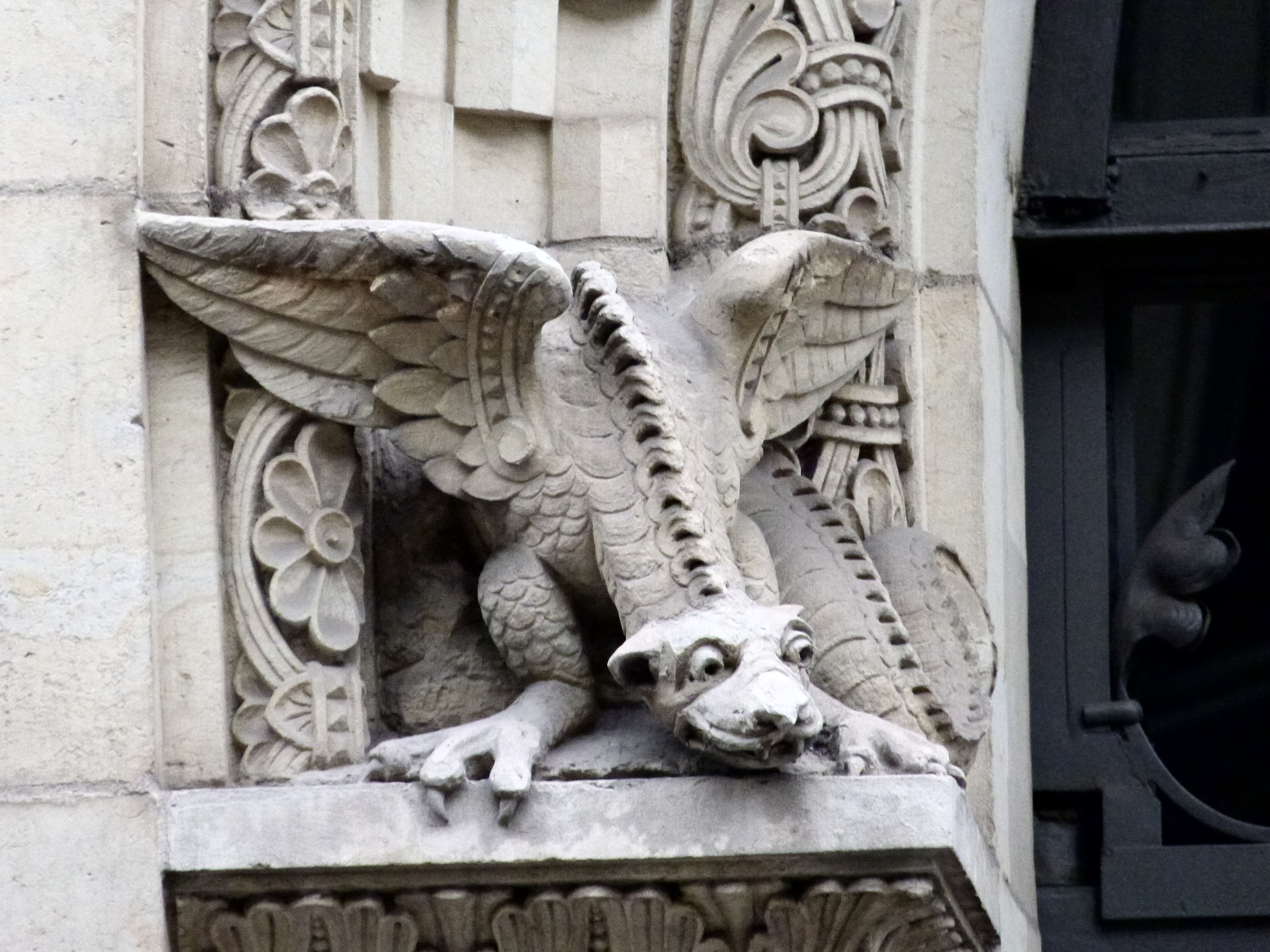
Eingang Westseite
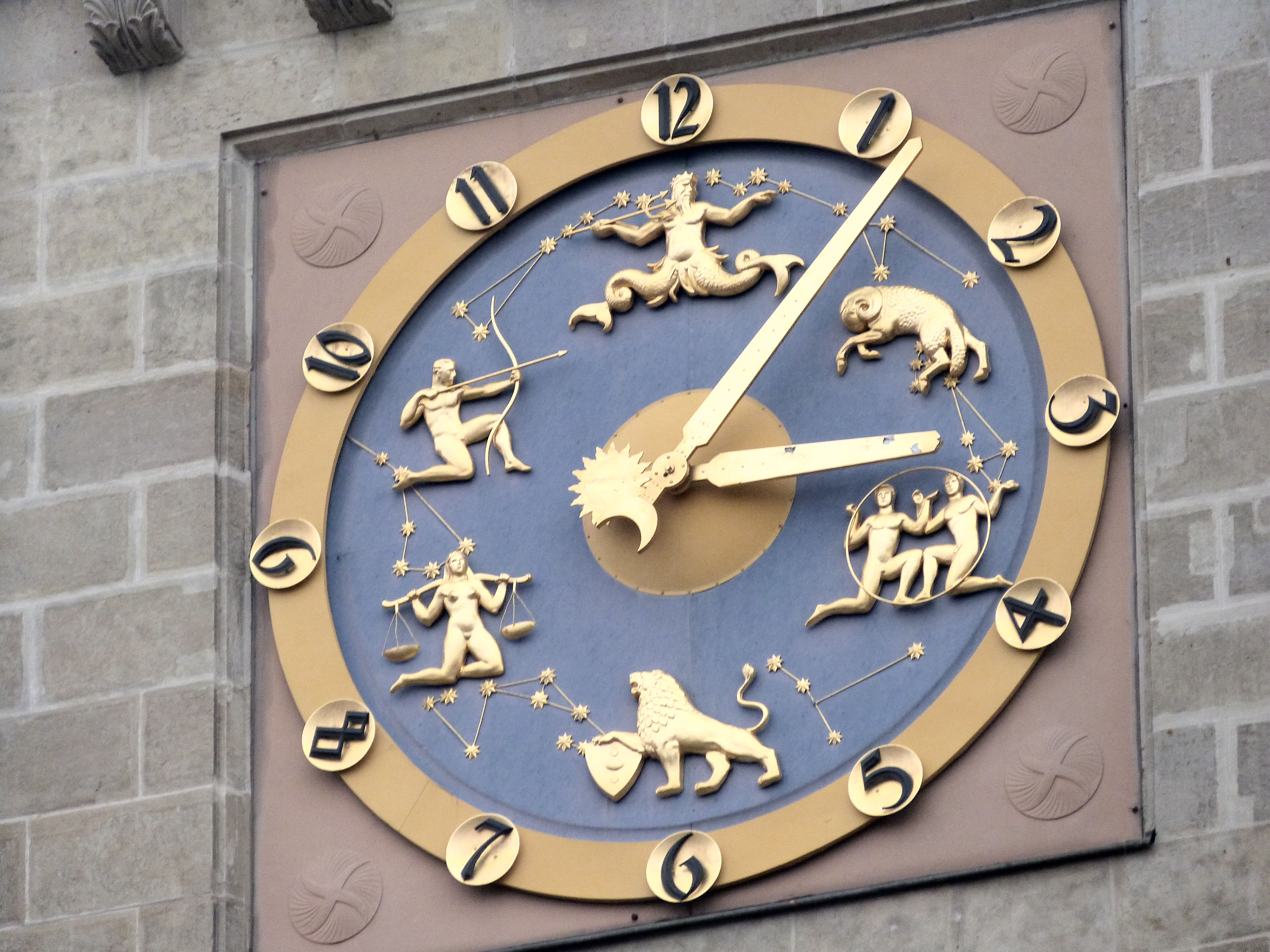
Uhr mit Tierkreiszeichen
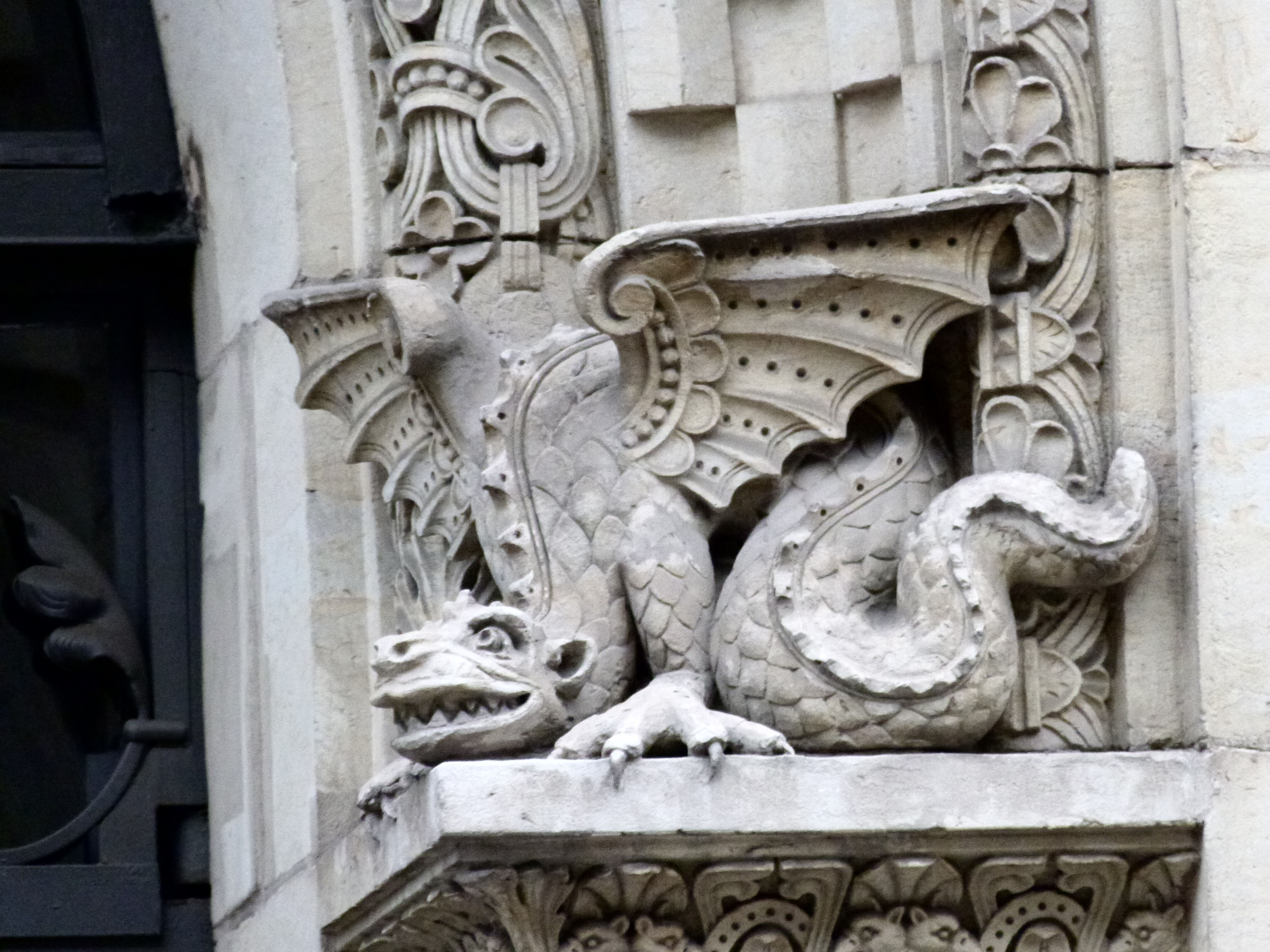
Eingang Westseite
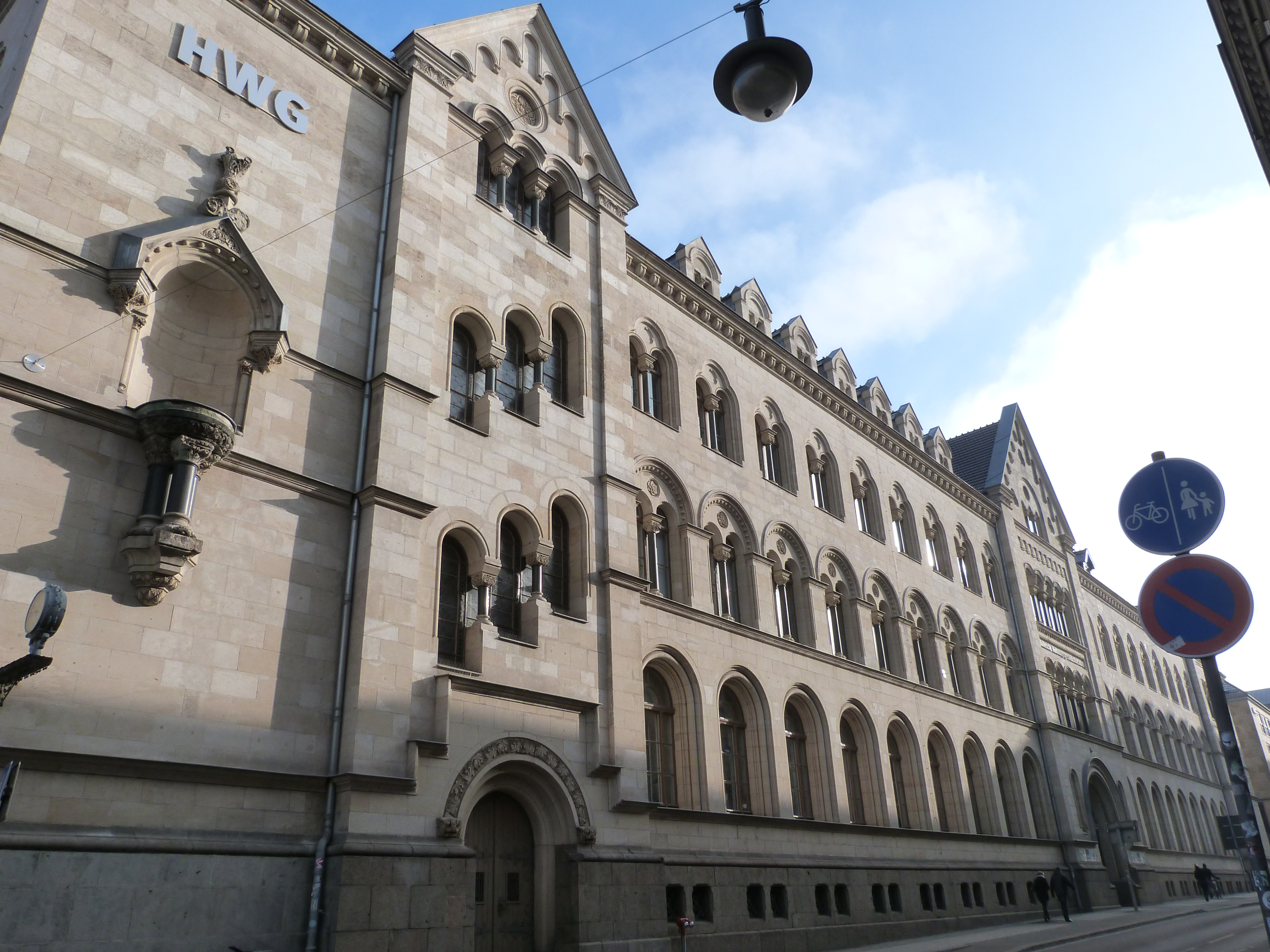
Fassade Westseite

## Umfeld
Auf der Grünfläche nördlich vor dem ersten Gebäude befand sich eine Brunnenanlage, die beim Neubau des heutigen Gebäudes nicht wieder aufgestellt wurde. Die Grünfläche vor dem jetzigen Gebäude wurde zuletzt im Jahr 2018 umgestaltet. Südlich des Bauwerks befand sich der Postgarten, neben diesem wurde die Postgasse geschaffen und später bei der Verbreiterung in Poststraße (der heutige Hansering) umbenannt. An diesem entstand in der Nähe das Kaiser-Wilhelm-Denkmal, dem weitere Denkmäler folgten. Zwischen dem Postamt und dem Fahnenmonument entstand in den 1990er Jahren eine neue Telefonschaltzentrale der Deutschen Telekom, die die Wirkung zum Hansering hin zerstörte und mittlerweile für andere Zwecke genutzt wird.